# Fritz von Wille

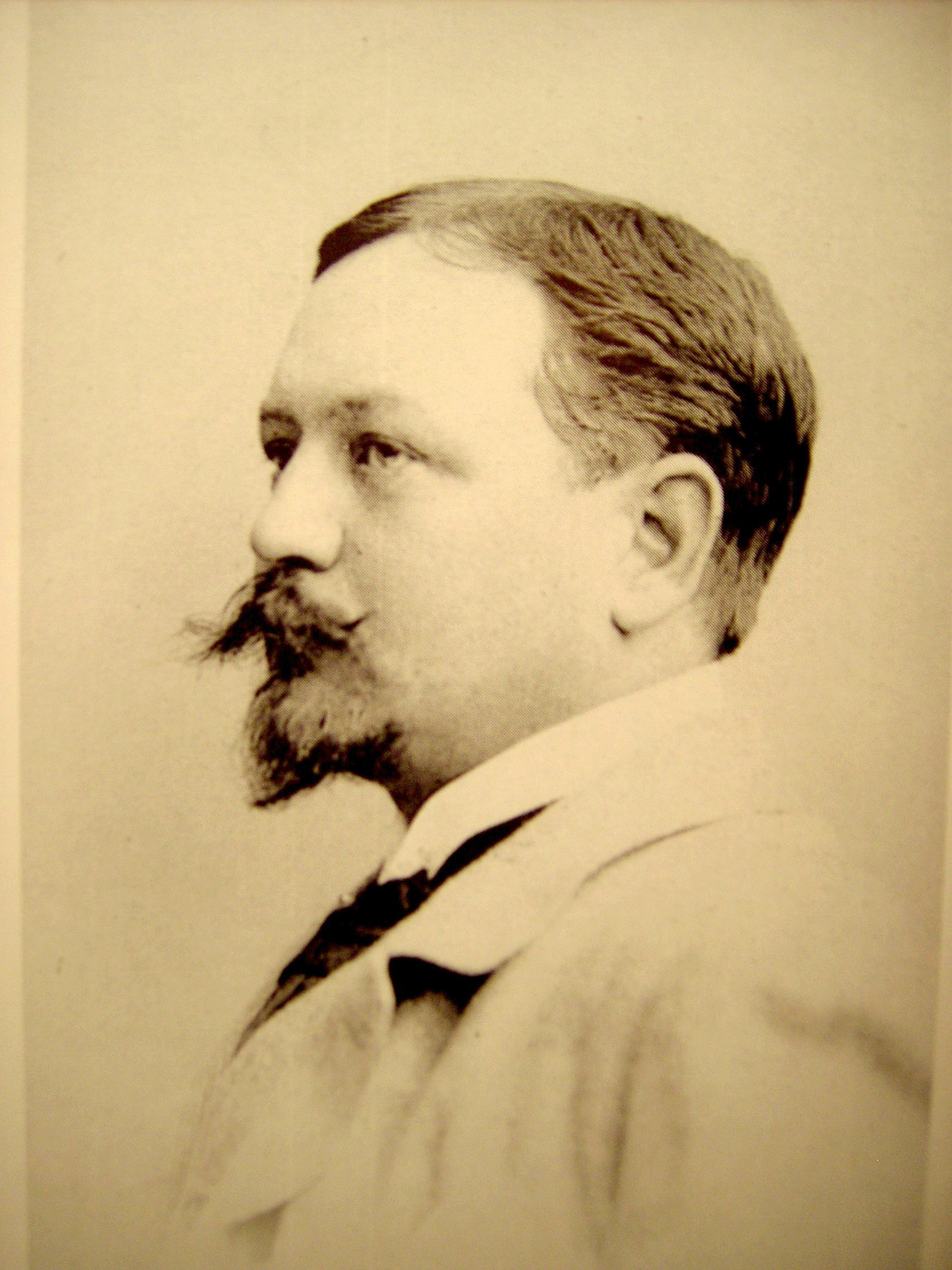
Fritz von Wille, 1892

Friedrich (Fritz) Gustav August Julius Philipp Rudolf von Wille (* 21. April 1860 in Weimar; † 16. Februar 1941 in Düsseldorf), Professor, war ein deutscher Landschaftsmaler und Eigentümer der Burg Kerpen (1911–1941). Er gilt als bedeutender Eifelmaler.

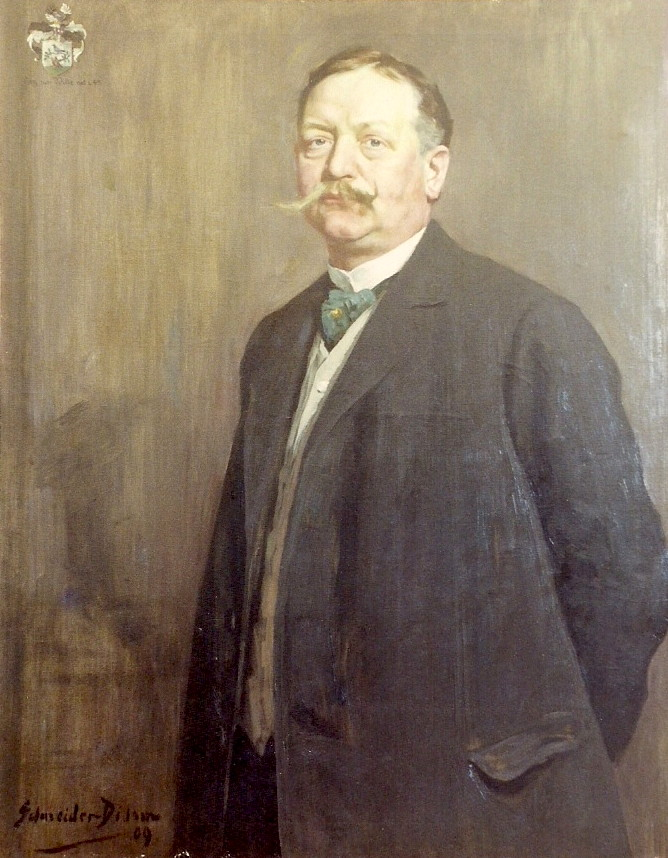
Porträt Fritz von Wille, 1909, Gemälde von Wilhelm Schneider-Didam

## Familie
Von Wille stammte aus einer hessischen, 1780 geadelten Familie. Er war der Sohn des Künstlerpaars August von Wille (1828–1887) und dessen Frau Clara (geborene von Böttcher, 1837–1883). Sein Vater, ein spätromantischer Landschafts- und Genremaler, war 1859 von Großherzog Karl-Alexander von Sachsen-Weimar-Eisenach an die Kunstschule Weimar berufen worden. Seine Mutter, eine Schülerin der französischen Malerin Rosa Bonheur, war Tiermalerin.
Von Wille wuchs seit 1863 in Düsseldorf auf. Er heiratete am 20. August 1892 in Neuwied Auguste Schneider, genannt „Gustl“ (* 13. September 1872 in Neuwied; † 28. Mai 1941 in Düsseldorf), die Tochter des Tabakfabrikanten Otto Schneider und der Maria vom Rath. Anschließend zog das Paar in die Rosenstraße 54 in Düsseldorf.
Das Paar hatte zwei Söhne: Otto (* 1901; † 1977) und Fritz jr. (* 1903; † 1972). Otto von Wille wurde akademisch ausgebildeter Maler wie sein Vater und Großvater. Er spezialisierte sich auf Porträts und Landschaften.

## Werdegang und künstlerische Entwicklung

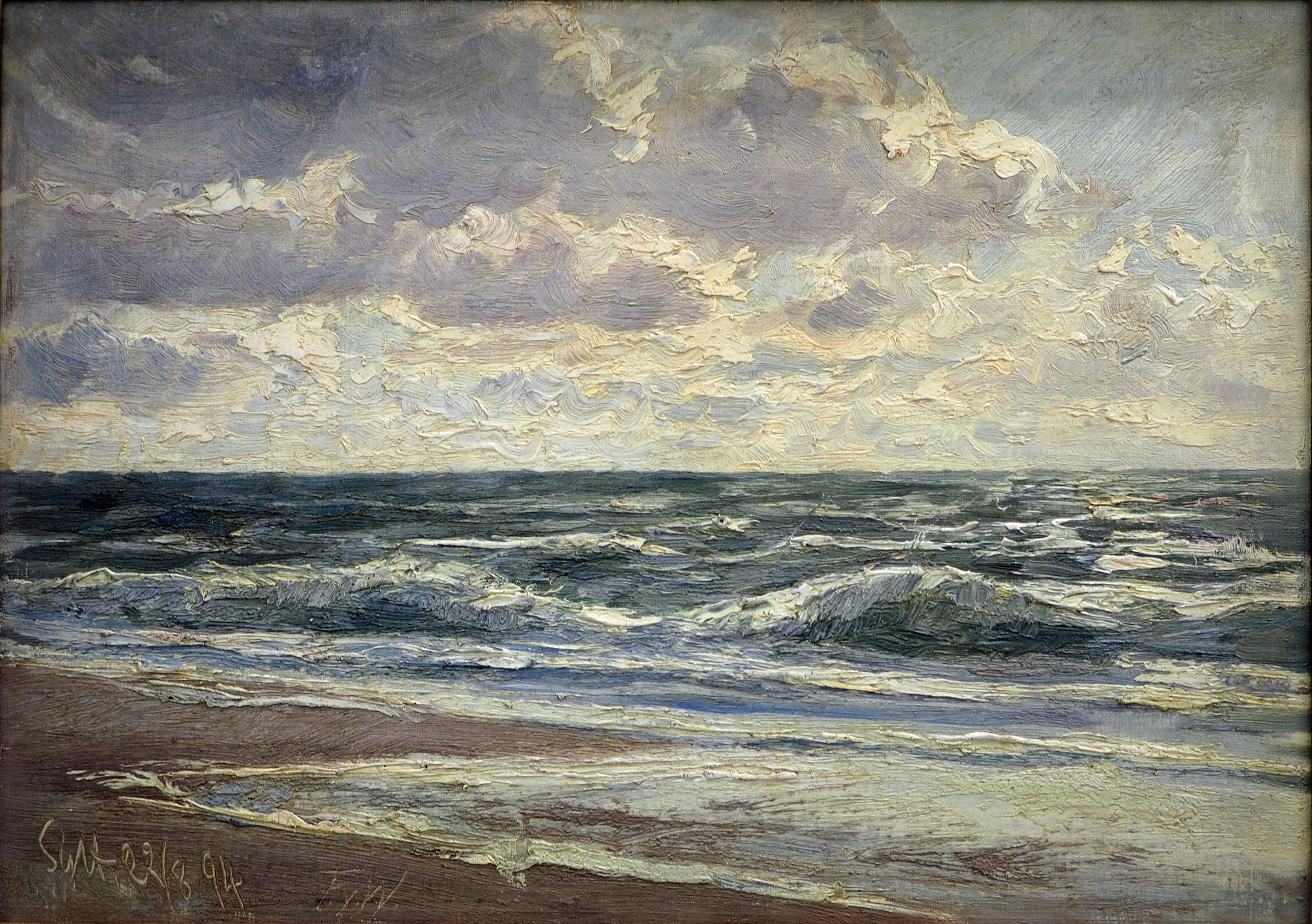
Meeresbrandung auf Sylt, 1894

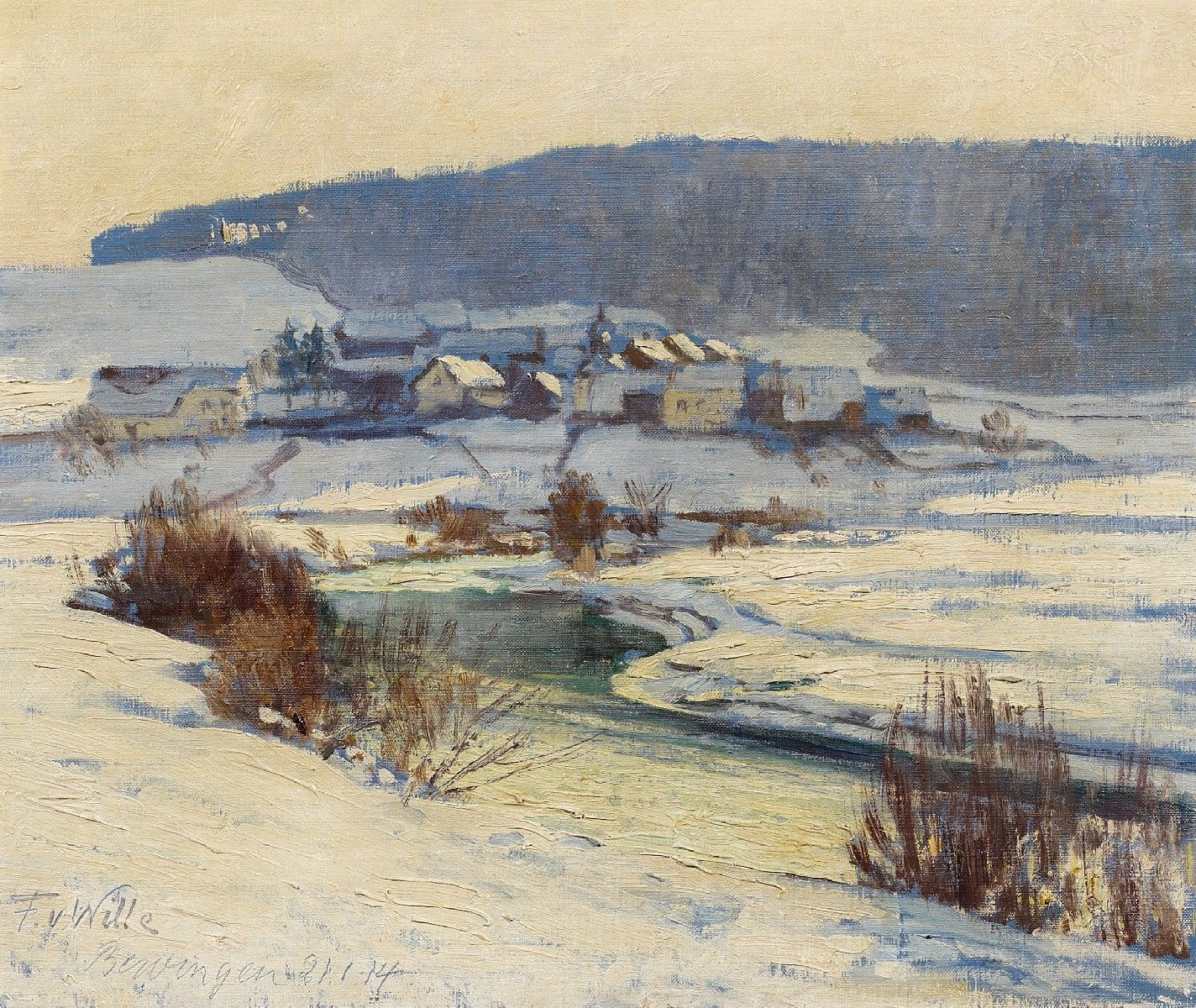
Winter in Bewingen, 1914

Wille gehörte zu den Landschaftsmalern der Düsseldorfer Malerschule. 1879–1882 studierte er an der Kunstakademie Düsseldorf. 1880 besuchte er dort die Elementarklasse bei Andreas Müller und Heinrich Lauenstein, anschließend die Antiken- und Naturklasse von Peter Janssen d. Ä. Frühe Studien belegen, dass Wille schon 1879 Skizzen vor der Natur malte; als Landschaftsmaler entwickelte er sich autodidaktisch.
In den 1880er Jahren unternahm er zahlreiche Reisen durch Deutschland (u. a. Hessen, Harz, Schwarzwald, Thüringen, Mittelrhein, Lahn und Sieg). 1885, 1886 und 1891 besuchte er die italienische Riviera. In Norwegen hielt er sich in den Jahren 1904 und 1925 auf. Diese Reisen sind durch oft auf den Tag genau datierte Skizzen vor Ort dokumentiert.
Am Anfang seiner Laufbahn war Wille stilistisch von seinem Vater August beeinflusst. Bis zu dessen Tod 1887 signierte er häufiger mit „Fritz von Wille jr.“, um Verwechslungen mit den Arbeiten des Vaters, der ebenfalls in Düsseldorf tätig war, auszuschließen.
Ab 1886 war er Mitglied im Düsseldorfer Künstlerverein Malkasten.
In den 1880er Jahren orientierte sich Wille am Detailrealismus der Düsseldorfer Malerschule. Er malte romantisch aufgefasste, minutiös ausgeführte Bilder. Er fand, vor allem bei seinen Studien, schnell von einer linearen Malerei zu einem lockeren, impressionistisch wirkenden Pinselstrich und vom nahsichtigen Naturausschnitt zum weitläufigen Landschaftspanorama. Willes Landschaftsbilder weisen charakteristische Elemente der Düsseldorfer Landschaftsmalerei des 19. Jahrhunderts seit Johann Wilhelm Schirmer auf: Wolkenhimmel als Stimmungsträger, spezielle Lichtregie und seitliche Kulissen. Seit seinen Italienreisen hellte Wille sein Kolorit auf. In diesen Jahren lehnte er sich an Oswald Achenbach an. Die chromatisch abgestufte Farbgebung der 1890er Jahre ist auf den Einfluss Eugen Gustav Dückers zurückzuführen.
Willes Hauptwerke entstanden zwischen etwa 1890 und 1910. Nach spontanen Skizzen aus der Natur malte er im Düsseldorfer Atelier großzügig komponierte Landschaften. Von den stilistischen Neuerungen zu Beginn des 20. Jahrhunderts blieb er weitgehend unberührt. Die Flächen- und Farbstruktur einiger Gemälde aus der Zeit um 1900 bis 1910 steht dem Jugendstil nahe.
Seit 1885 bereiste Wille regelmäßig die Eifel. Dort hatte er seit 1899 in den Sommermonaten einen Zweitwohnsitz: von 1899 bis 1905 im Haus „Friedrichsruh“ in Reifferscheid, von 1905 bis 1907 in der Burg Dalbenden in Kall-Urft, anschließend im „Liebfrauenhof“ in Reifferscheid, bevor er 1911 mit seiner Familie auf die Burg Kerpen zog, die er im selben Jahr erworben hatte.
Im ersten Jahrzehnt des 20. Jahrhunderts entwickelte sich Wille zum Spezialisten für die Darstellung der Eifel, wie seine Einzelausstellung „Eifel-Collection“, 1904–05 in der Düsseldorfer Kunsthalle, belegt. Schon zu Lebzeiten wurde er als „Der Eifelmaler“ bezeichnet. Seit 1895 hatte Wille mehrere Medaillen für seine Gemälde erhalten. Etliche Museen, u. a. in Berlin, Köln, Düsseldorf, Krefeld, Düren, Aachen, Bonn und Stuttgart kauften Bilder von ihm an. 1908 erwarb Kaiser Wilhelm II. auf der Großen Berliner Kunstausstellung die wohl erste Fassung des Gemäldes Die blaue Blume. Wille fertigte etliche Wiederholungen des kaiserlichen Bildes als Auftragsarbeiten an. 1910 wurde ihm der Professor-Titel verliehen, der jedoch nicht mit einer Lehrtätigkeit verbunden war. 1911 erhielt er nach einer Begegnung mit Kaiser Wilhelm II. in Daun den Roten Adlerorden IV. Klasse. 1911 und 1913 stattete Wille die Kreishäuser in Daun und Wittlich mit jeweils sieben großformatigen Wandgemälden aus. Seit dem Umzug auf die Burg Kerpen (1911) nahm er verstärkt Motive aus der Südeifel und von der Mosel in sein Repertoire auf. Er war Mitglied der Neuweider Freimaurerloge Zur Wahrheit und Treue.
Im Ersten Weltkrieg war er Offiziersstellvertreter des „Landsturm-Bataillons Elberfeld“ mit Stationierung in Nivelles.
Wille hielt, ungeachtet der neueren künstlerischen Entwicklungen wie dem 1909 in Düsseldorf gegründeten „Sonderbund“, an seinem Stil fest. Nach dem Ersten Weltkrieg entstanden kaum noch bemerkenswerte Kompositionen. Wille fertigte zahlreiche Repliken an, die nicht mehr die Qualität der Erstfassungen hatten. Durch die Inflation verlor er sein Vermögen und geriet in erhebliche wirtschaftliche Schwierigkeiten. In den 1930er Jahren versuchte er sich mit mäßigem Erfolg dem Zeitgeschmack anzupassen.
Wille starb am 16. Februar 1941 in seinem Düsseldorfer Atelier. Am 21. Februar 1941 wurde er nach Kerpen überführt und in der Familiengruft hinter der Burg beigesetzt. Das Mausoleum mit dem großen Findling hatte er bereits zu Lebzeiten nach eigenen Entwürfen gestalten lassen.

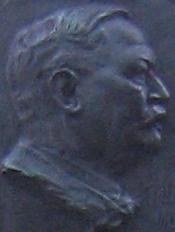
Porträt Fritz von Willes auf seinem Grabstein

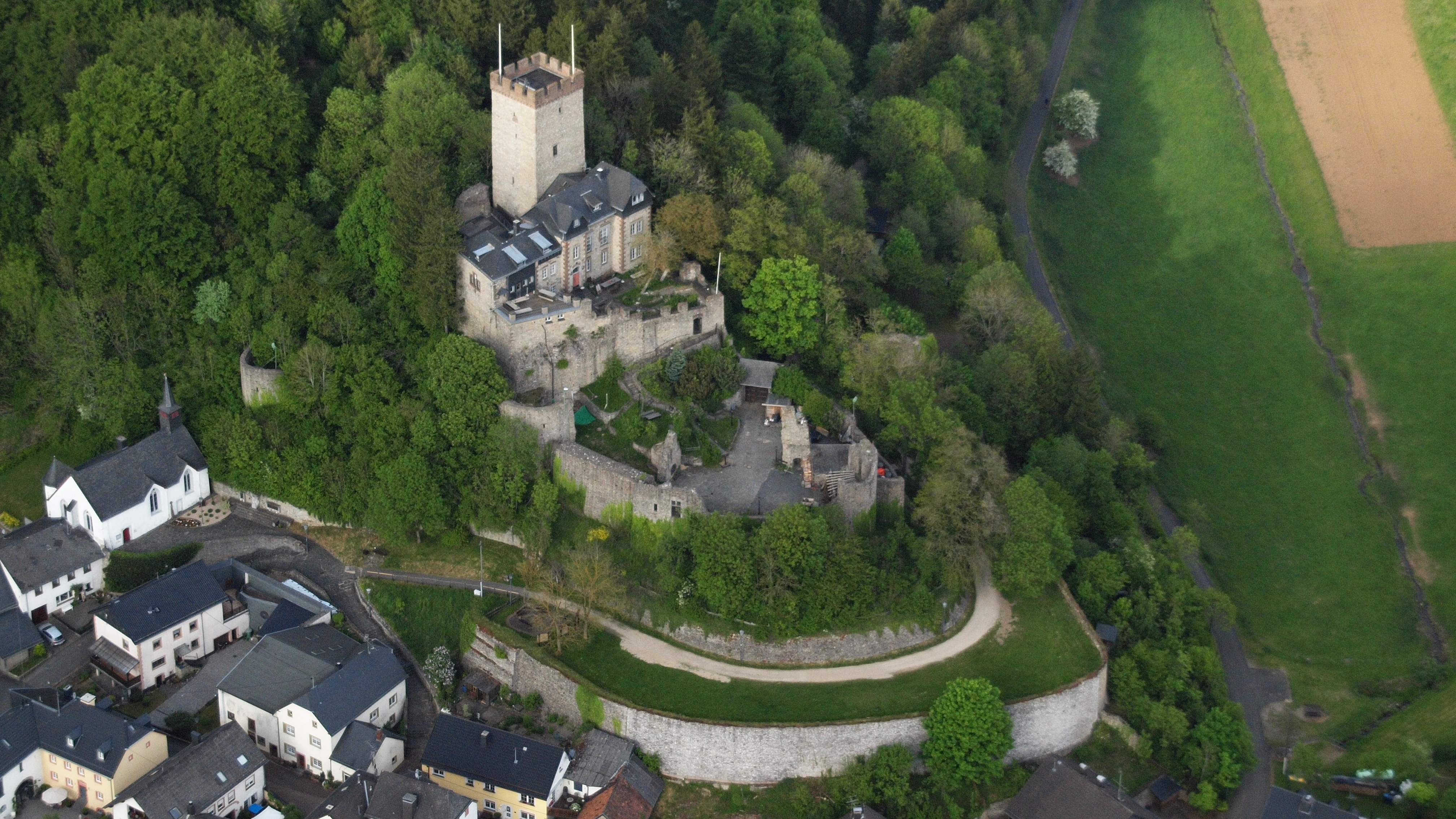
Burg Kerpen, Luftaufnahme (2015)

Die größte Sammlung seiner Werke befindet sich im „Fritz-von-Wille-Museum“ im Kulturzentrum „Haus Beda“ in Bitburg (Eifelkreis Bitburg-Prüm, Eifel). Etwa 100 Gemälde aus allen Schaffensphasen sind dort zu besichtigen, darunter zwei Exemplare der „Blauen Blume“ und weitere Hauptwerke wie Ein klarer Tag (1906), Sommertag in der Eifel (1907), Einsamkeit, Mosenberg (1911), Mühle bei Daun und Burg Reifferscheid im Winter. Neben den Eifelmotiven liegt ein weiterer Schwerpunkt der Sammlung bei wichtigen Frühwerken wie Herbstabend bei Kloster Walkenried (1884), Kloster Hirsau/Schwarzwald (vor 1887), Aufsteigendes Gewitter an der Riviera di Ponente (1892).

## Bedeutung
Von Wille galt vor dem Ersten Weltkrieg „als einer der ‚Künstlerfürsten‘ der Düsseldorfer Malerei.“ Er zählt zu den Malern mit regionaler Bedeutung, die nach der Jahrhundertwende an den traditionellen Kompositionen und am Stil des späten 19. Jahrhunderts festhielten. Willes Werke wurden in Zeitschriften, Kalendern oder als Kunstdrucke reproduziert.
Seine Gemälde trugen dazu bei, das Ansehen der Eifel positiv zu verändern. Im Gegensatz zu ihren „künstlerischen Entdeckern“, Johann Wilhelm Schirmer (1807–1863) und Carl Friedrich Lessing (1808–1880), deren Skizzen als Vorlagen für großformatige ideale Landschaften dienten, schuf Wille topographisch bestimmbare Portraitlandschaften. Einige seiner Gemälde dokumentierten die geologischen Besonderheiten der Eifel, wie beispielsweise das Weinfelder Maar (auch Totenmaar genannt), das er in seinem letzten Gemälde nochmals abbildete.

## Ehrungen
- In Düsseldorf, Trier-Tarforst und Kerpen gibt es eine Fritz-von-Wille-Straße, in Hellenthal-Reifferscheid einen Fritz-von-Wille-Weg.

## Bildfolgen
- Karl von Perfall und Fritz von Wille: Die Eifel im Wechsel der Jahreszeiten – Zwanzig farbige Reproduktionen nach den bedeutendsten Gemälden von Fritz von Wille. Köln 1914.
- Ludwig Mathar; Fritz von Wille: Mit Pinsel und Palette von den Eifelbergen ins Moseltal – Eine neue Bilderfolge von Fritz von Wille. Eingeleitet von Ludwig Mathar, Wittlich 1933.
- Peter Kremer; Fritz von Wille: Einkehr zur Freude – Eine Bilderfolge. Eingeleitet durch eine Erzählung von Peter Kremer, Wittlich 1935.